# 澤伊河
13°28′50″N 39°07′41″E / 13.4806°N 39.12800°E

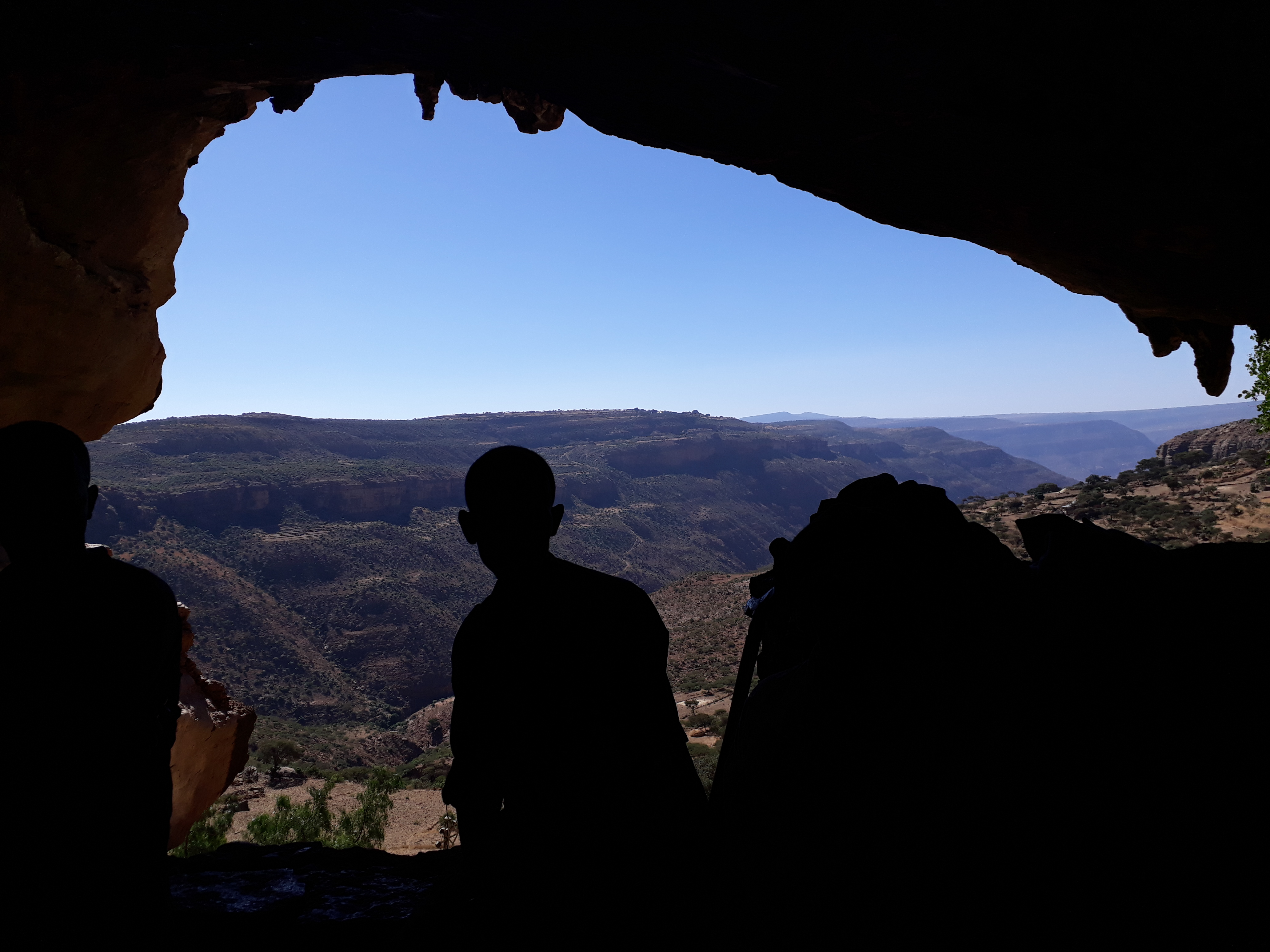

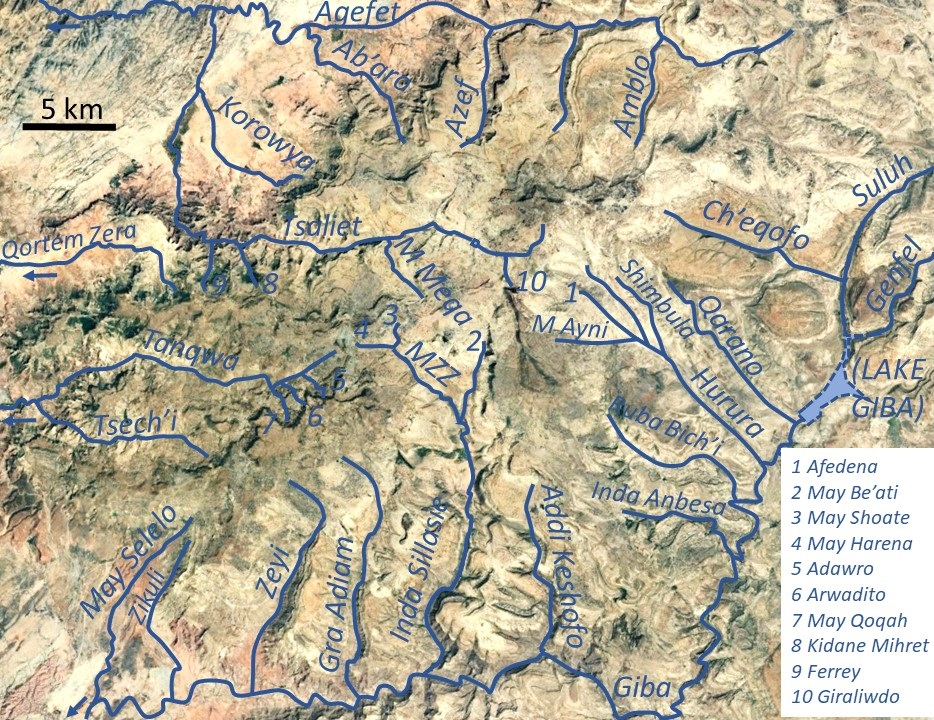

澤伊河是埃塞俄比亞的河流，位於該國北部，處於提格雷州，屬於尼羅河流域的一部分，河道全長14.5公里，最終注入吉巴河 ，河床上的巨石和鵝卵石可能來自流域上游。